# فراسامانه هوشمند اندازه‌گیری و مدیریت انرژی
در راستای اهداف صنعت برق ایران جهت ایجاد شبکه هوشمند انرژی، به عنوان اولین گام، طرح ملی فراسامانه هوشمند اندازه‌گیری و مدیریت انرژی که به اختصار فهام نامیده می‌شود به عنوان سیستم اندازه‌گیری هوشمند انرژی برای ایران تعریف و مشخصات آن با توجه به نیازمندی‌های وزارت نیرو و نفت از سوی سازمان بهره‌وری انرژی ایران تدوین گردید. در چارچوب این طرح برای یک میلیون مشترک برق در ۶ استان ایران کنتور هوشمند نصب می‌شود. به گفتهٔ مسئولین فهام این طرح برای اجرا نیاز به ۶۰ هزار میلیارد ریال اعتبار دارد.

## تاریخچه طرح فهام
با توجه به مصوبه دولت جمهوری اسلامی ایران در سال ۱۳۸۸ شمسی و قانون برنامه پنجم توسعه کشور و همچنین قانون اصلاح الگوی مصرف مصوب اسفند ۱۳۸۹ مجلس شورای اسلامی، پیاده‌سازی سیستم قرائت و کنترل هوشمند بار و مدیریت انرژی با استفاده از فناوری‌های جدید به وزارت خانه‌های نفت و نیرو تکلیف شد. به منظور اجرای مصوبات فوق طرح ملی "فراسامانه هوشمند اندازه‌گیری و مدیریت انرژی (فهام)" تعریف گردید.
در سال ۱۳۸۸ سازمان بهره‌وری انرژی ایران به عنوان مجری طرح از سوی وزارت نیرو و شرکت توانیر برای اجرای این طرح بزرگ انتخاب شد و در همین راستا ساختار جدیدی در این سازمان در قالب معاونت سیستم‌های اندازه‌گیری و شبکه هوشمند ایجاد گردید.

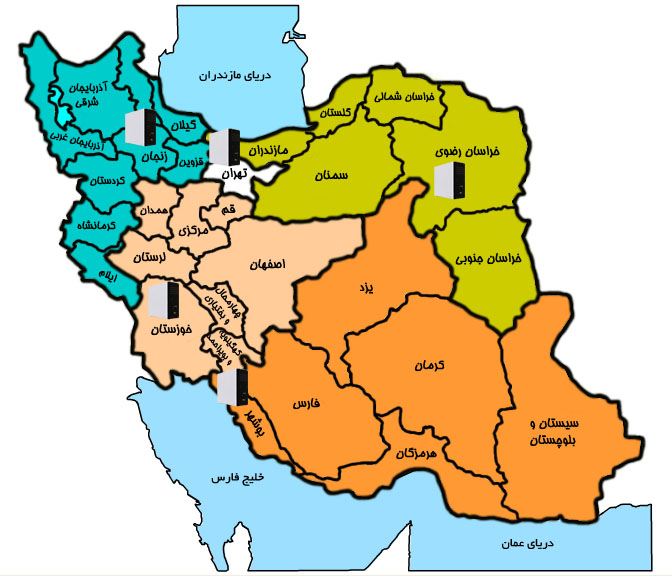
نقشه ایران

برنامه اجرایی مرحله اول طرح مذکور، نصب یک میلیون کنتور هوشمند در پنج منطقه تحت پوشش شرکت‌های توزیع نیروی برق تهران بزرگ، استان البرز، استان زنجان، استان بوشهر و شهرستان‌های مشهد و اهواز می‌باشد.

## اهداف طرح فهام
–فراهم شدن بستر اصلاح الگوی مصرف

–بسترسازی مناسب برای اجرای کامل قانون هدفمند کردن یارانه‌ها

–امکان اعمال مدیریت بار توسط بهره‌بردار شبکه در شرایط عادی و اضطراری

–کاهش دخالت و خطای نیروی انسانی در قرائت و صدور قبض و بهبود وصول مطالبات

–کاهش تلفات غیر فنی و مشخص‌سازی و مانیتورینگ تلفات فنی شبکه توزیع

–افزایش کیفیت خدمات و کاهش زمان قطعی و نظارت بر کیفیت برق

–ایجاد بستر برای گسترش استفاده از تولیدات پراکنده و انرژی‌های پاک

–امکان پیش فروش برق و راه‌اندازی بازار خرده فروشی برق

–بهینه کردن هزینه‌های بهره‌برداری و نگهداری

–فراهم آوردن بستر مناسب جهت قرائت مکانیزه کنتورهای آب و گاز

## ضرورت‌های پیاده‌سازی طرح فهام
مقوله سیستم‌های اندازه‌گیری و شبکه هوشمند، سرآغاز تلفیق حوزه‌های فناوری اطلاعات و ارتباطات با مهندسی قدرت بوده و در واقع فصل مشترک آن‌ها به‌شمار می‌رود. گسترده بودن ذینفعان درحوزه کاری این شبکه‌ها، که فرایند تولید، انتقال و توزیع انرژی را در بر می‌گیرند، به همراه جدید و ناشناخته بودن این عرصه، ابهامات و چالشهای زیادی را از جنبه‌های فنی و اجرایی پیشروی متولیان امر قرار داده است. تحقق اهداف، خواسته‌ها و انتظارات کلیه ذینفعان به همراه پیاده‌سازی بهینه این زیرساخت از جنبه‌های فنی و اقتصادی، نیازمند نگرشی جامع و سیستماتیک بوده و سازمان بهره‌وری انرژی ایران به عنوان مجری پیاده‌سازی این زیرساخت در سطح کشور در اولین گام به منظور تحقق این مهم، از متدولوژی (EPRI (IEC62559 بهره‌گیری نموده‌است.

## تشریح چگونگی شناسایی مسائل و انتخاب راه حل
متدولوژی EPRI ابتدا به صورت یک سند اولیه برای پروژه IntelliGrid در آمریکا توسط مؤسسه EPRI منتشر و سپس در سال ۲۰۰۸ توسط کمیته IEC مورد بررسی قرار گرفته و به عنوان مشخصه عمومی IEC62559 ارائه گشت. این سند در حقیقت یک روش پیشنهادی برای تعریف نیازمندی‌های عملکردی می‌باشد که در آن سعی شده‌است سیستم‌های اتوماسیون مبتنی بر IT و مخابرات به شبکه قدرت اضافه شود.
بمنظور تهیه این سند، سازمان بهره‌وری انرژی ایران از کلیه ذینفعان طرح از جمله شرکت توانیر، شرکت‌های توزیع نیروی برق، پژوهشگاه نیرو، شرکت مدیریت شبکه برق ایران، شرکت موننکو ایران (مشاور طرح)، شرکت‌های پیمانکار EPC، شرکت‌های کنتورساز داخلی و ... دعوت به عمل آورد تا در سلسله نشستهای مشترکی نسبت به تهیه و تدوین پیش‌نویس این اسناد بر اساس متدولوژی یادشده اقدام نمایند. پس از حدود ۱۰۰۰ نفر- ساعت کار کارشناسی، پیش‌نویس سند سند الزامات عمومی، اقتصادی، عملکردی، فنی و مخابراتی طرح فهام تهیه و جهت تصویب نهایی به مراجع مربوطه ارسال گردید. کلیه تأمین کندگان تجهیزات و پیمانکاران فاز اول طرح فهام باید از الزامات مذکور تبعیت نمایند.

## شرح مراحل انجام کار و متدلوژی اجرا
بر اساس متدولوژی یادشده ابتدا انگیزه‌های اصلی(Business Needs) پیاده‌سازی طرح مورد بررسی قرار گرفت. در حقیقت انگیزه‌های اصلی، اهداف ما از پیاده‌سازی طرح را مشخص می‌کنند. این انگیزه‌ها قبلاً توسط مدیریت عالی وزارت نیرو تعیین گردید. پس از مشخص شدن انگیزه‌های اصلی، نوبت به تحلیل اقتصادی هریک از آن‌ها رسید. در این مرحله هریک از انگیزه‌های اصلی مورد ارزیابی و تحلیل اقتصادی قرار گرفته و میزان سوددهی و بازگشت سرمایه در اثر اجرا شدن آن‌ها مورد ارزیابی قرار گرفت. به انگیزه‌های اصلی که بر روی آن‌ها ارزیابی اقتصادی صورت می‌گیرد Business Case اطلاق می‌شود. برای مثال با توجه به انگیزه اصلی «اجرای برنامه‌های مدیریت بار»، تحلیل اقتصادی بر روی میزان سوددهی اجرای این برنامه صورت گرفت و محاسبه شد که اجرای برنامه‌های مدیریت بار از طریق سناریوهای پیاده‌سازی زیرساخت اندازه‌گیری هوشمند یا توسعه سیستم‌های تولید پراکنده به چه میزان هزینه‌های بهره‌برداری شبکه برق را کاهش خواهد داد. این کاهش هزینه‌ها با سرمایه‌گذاری اولیه برای پیاده‌سازی طرح مقایسه شد و در نهایت یک سناریو از بین آن‌ها جهت مدیریت بار شبکه انتخاب گردید که همان پیاده‌سازی زیرساخت اندازه‌گیری هوشمند بود. این مراحل در حوزه ستادی وزارت نیرو و شرکت توانیر انجام و جهت اجرا به مجری طرح (سابا) ابلاغ گردید.
پس از انجام تحلیل اقتصادی بر روی هر یک از انگیزه‌های اصلی، نوبت به بیان نیازمندی ها(Requirement) برای پیاده‌سازی طرح بود. تعریف هریک از نیازمندی‌ها و توقعات ما از زیرساخت هوشمند اندازه‌گیری در قالب یک زبان مشترک در حوزه‌های ICT و قدرت به نام سناریوی کاربردی(Use Case) تعریف گردید. به بیان دیگر، هر یک از وظایفی که از سیستم هوشمند اندازه‌گیری انتظار می‌رفت در قالب یک سناریو کاربردی مشخص تعریف شد. در تعیین این سناریوهای کاربردی متدولوژی EPRI چارچوب استراتژیکی را در قالب هرم EPRI ارائه نموده است که بر پایه مواردی از قبیل مدلسازی تجریدی، امنیت(Security)، مدیریت سیستم و شبکه، مدیریت داده‌ها، یکپارچه سازی(Integrity)، قابلیت همکاری(Interoperability)، استقلال فناوری و... متمرکز است. این عناصر استراتژیک باید از فاز طراحی سیستم و در حرکت از الزامات کاربردی تا مشخصات فنی جزئی مد نظر قرار گیرند.
مرحله بعد تعیین نیازمندی‌های عملکردی(Functional Requirement) بود. نیازمندی‌های عملکردی چگونگی تحقق خواسته‌های مطرح شده در هر سناریوی کاربردی را تعیین می‌کرد. در تعیین نیازمندیهای عملکردی قابلیت تحقق خواسته‌های مطرح شده در سناریوهای کاربردی از طریق فناوریهای موجود و تحلیل اقتصادی آن‌ها مورد بررسی قرار گرفت.
در این مرحله پس از انتخاب سناریوهای کاربردی، نوبت به تدوین سند مشخصات فنی(Technical Requirements) رسید. در تدوین سند مشخصات فنی باید تمام جزئیات فناوری‌های مورد استفاده به همراه مشخصات فنی تجهیزاتی نظیر کنتورهای هوشمند مدنظر قرار می‌گرفت. این مرحله، آخرین گام سندIEC 62559 می‌باشد.
لازم به توضیح است در هر یک از مراحل فوق در صورتیکه نیاز به بازبینی و تغییر قوانین یا تدوین سیاست‌های جدید باشد این امر باید به‌طور هم‌زمان از طریق مراجع ذی‌صلاح انجام بپذیرد که تا حد امکان این امر صورت پذیرفت.

## استانداردهای حاکم بر کار و ابزارهای مورد استفاده
IEC 62050 وIEC62559 و IEC 62051 و IEC 62052 و IEC 62053و IEC 62054 و IEC 62055 و IEC 62056 و IEC 62058و IEC 62059و IEC 61334، IEC/PAS 62559، IEC 27001، IEC 27002، IEC 27005 ،EN 41003، EN50065، EN 50371، EN50360،...